# Jean-Pierre Escalettes
Jean-Pierre Escalettes (Béziers, 29 maggio 1935) è un dirigente sportivo francese.

## Carriera
È stato per cinque anni Presidente della FFF, dopo l'elezione avvenuta il 12 febbraio 2005, che gli ha portato il 92,56% delle preferenze. In precedenza ha fatto parte del Bordeaux Étudiants Club dal 1952 al 1959 e durante i suoi studi è diventato professore d'inglese a Ribérac, in Dordogna. Lavorò per la squadra locale, prima come calciatore, poi come allenatore e dirigente. Lavora per il distretto della Dordogna dal 1967 e ne divenne presidente nel 1972. Viene poi eletto presidente della Lega di Aquitania nel giugno 1984. Entra a far parte del consiglio federale della FFF nel gennaio 1985. Ne diventa segretario generale nel 1990, viene eletto presidente della lega calcio amatoriale il 24 marzo 1995. Coprirà questo ruolo fino all'8 gennaio 2005. Dopo essere diventato presidente della FFF, si prefissa come primo obiettivo il risanamento economico della Federazione. Manterrà questo incarico per circa cinque anni, si dimetterà difatti il 28 giugno 2010 a seguito dell'eliminazione avvenuta già nella fase a gironi della Nazionale francese al Mondiale 2010 sudafricano.